# Diócesis de Sibolga
La diócesis de Sibolga (en latín: Dioecesis Sibolgaën(sis) y en indonesio: Keuskupan Sibolga) es una circunscripción eclesiástica latina de la Iglesia católica en Indonesia, sufragánea de la arquidiócesis de Medan. La diócesis tiene al obispo Fransiskus Tuaman Sinaga como su ordinario desde el 6 de marzo de 2021.

## Territorio y organización

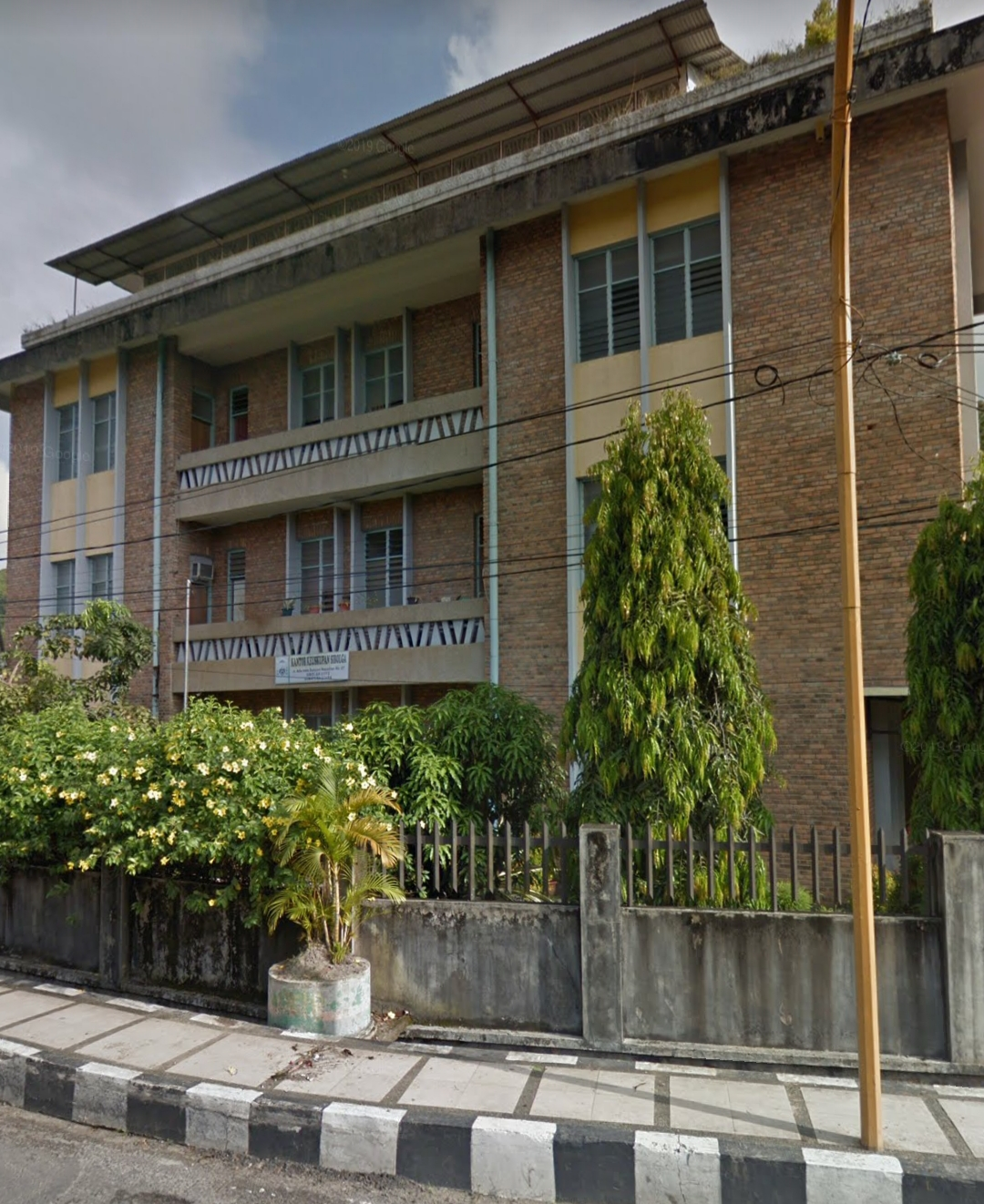
Palacio episcopal

La diócesis tiene 26 413 km² y extiende su jurisdicción sobre los fieles católicos de rito latino residentes en la provincia de Sumatra Septentrional en: las islas Nías y en las regencias de Mandailing Natal, Padang Lawas, Padang Lawas del Norte, Tapanuli del Sur, Tapanuli Central, la ciudad de Sibolga y la ciudad de Padang Sidempuan.
La sede de la diócesis se encuentra en la ciudad de Sibolga, en donde se halla la Catedral de Santa Teresa di Lisieux.
En 2020 en la diócesis existían 24 parroquias.

## Historia
La prefectura apostólica de Sibolga fue erigida el 17 de noviembre de 1959 con la bula Cum novas constituere del papa Juan XXIII, obteniendo el territorio del vicariato apostólico de Medan (hoy arquidiócesis).
El 24 de octubre de 1980 la prefectura apostólica fue elevada a diócesis con la bula Sibolgaënses res del papa Juan Pablo II.

## Estadísticas
De acuerdo al Anuario Pontificio 2021 la diócesis tenía a fines de 2020 un total de 198 871 fieles bautizados.
| Año                                                                             | Población            | Población | Población      | Sacerdotes | Sacerdotes    | Sacerdotes    | Bautizados por sacerdote | Diáconos permanentes | Religiosos | Religiosos | Parroquias |
| Año                                                                             | Bautizados católicos | Total     | % de católicos | Total      | Clero secular | Clero regular | Bautizados por sacerdote | Diáconos permanentes | Varones    | Mujeres    | Parroquias |
| ------------------------------------------------------------------------------- | -------------------- | --------- | -------------- | ---------- | ------------- | ------------- | ------------------------ | -------------------- | ---------- | ---------- | ---------- |
| 1969                                                                            | 51 781               | 995 000   | 5.2            | 19         | 1             | 18            | 2725                     |                      | 24         | 31         | 14         |
| 1980                                                                            | 91 668               | 1 500 000 | 6.1            | 29         |               | 29            | 3160                     |                      | 62         | 42         |            |
| 1990                                                                            | 146 878              | 1 900 000 | 7.7            | 32         |               | 32            | 4589                     |                      | 62         | 103        | 19         |
| 1999                                                                            | 182 855              | 2 060 815 | 8.9            | 41         | 6             | 35            | 4459                     |                      | 85         | 157        | 20         |
| 2000                                                                            | 187 801              | 2 098 219 | 9.0            | 44         | 5             | 39            | 4268                     |                      | 85         | 182        | 20         |
| 2001                                                                            | 189 850              | 2 235 000 | 8.5            | 51         | 5             | 46            | 3722                     |                      | 87         | 183        | 20         |
| 2002                                                                            | 193 011              | 2 284 170 | 8.4            | 52         | 7             | 45            | 3711                     |                      | 94         | 173        | 21         |
| 2003                                                                            | 188 120              | 2 329 853 | 8.1            | 47         | 8             | 39            | 4002                     |                      | 78         | 184        | 21         |
| 2010                                                                            | 205 390              | 2 407 080 | 8.5            | 61         | 17            | 44            | 3367                     |                      | 108        | 161        | 21         |
| 2014                                                                            | 187 185              | 2 536 217 | 7.4            | 71         | 29            | 42            | 2636                     |                      | 84         | 206        | 23         |
| 2017                                                                            | 199 212              | 2 623 219 | 7.6            | 81         | 35            | 46            | 2459                     |                      | 92         | 221        | 23         |
| 2020                                                                            | 198 871              | 2 632 500 | 7.6            | 102        | 38            | 64            | 1949                     |                      | 192        | 267        | 24         |
| Fuente: Catholic-Hierarchy, que a su vez toma los datos del Anuario Pontificio. |                      |           |                |            |               |               |                          |                      |            |            |            |

## Episcopologio
- Peter Gratian Grimm, O.F.M.Cap. † (17 de noviembre de 1959-12 de marzo de 1971 renunció)
  - Sede vacante (1971-1978)
- Anicetus Bongsu Antonius Sinaga, O.F.M.Cap. † (11 de noviembre de 1978[4] -3 de enero de 2004 nombrado arzobispo coadjutor de Medan)
- Ludovikus Simanullang, O.F.M.Cap. † (14 de marzo de 2007-20 de septiembre de 2018 falleció)
  - Anicetus Bongsu Antonius Sinaga, O.F.M.Cap. † (22 de septiembre de 2018-7 de noviembre de 2020 falleció) (administrador apostólico)
- Fransiskus Tuaman Sinaga, desde el 6 de marzo de 2021